# Wigbert Wicker
Wigbert Wicker (Stadtallendorf, 1939) è un regista e sceneggiatore tedesco.

## Biografia
Wigbert Wicker nella sua carriera ha scritto e diretto alcuni film per la televisione ed il cinema e diverse serie televisive. Nel 1973 esordisce con  il lungometraggio Il magnifico calciatore (Libero) dedicato a Franz Beckenbauer. Ottenne il suo primo successo con la commedia poliziesca Car-Napping - Bestellt, geklaut, geliefert nel 1980.

## Filmografia parziale

### Regista e sceneggiatore

#### Cinema
- Il magnifico calciatore (Libero) (1973)
- Car-Napping - Bestellt, geklaut, geliefert (1980)
- Jägerschlacht (1982)
- Nägel mit Köpfen (1984)

### Regista

#### Cinema
- Didi auf vollen Touren (1986)

#### Televisione
- Achtung Zoll! – serie TV, 4 episodi (1980)
- Pogo 1104 – serie TV, 4 episodi (1984)
- L'Ispettore Derrick – serie TV, episodi 24x04-25x02-25x03 (1997-1998)
- Der Bulle von Tölz – serie TV, 5 episodi (1998-2001)